# Greenville (Rhode Island)
Greenville è un villaggio e census-designated place (CDP) degli Stati Uniti d'America, situato nello stato del Rhode Island, nella contea di Providence.